# سيباستيان لوب

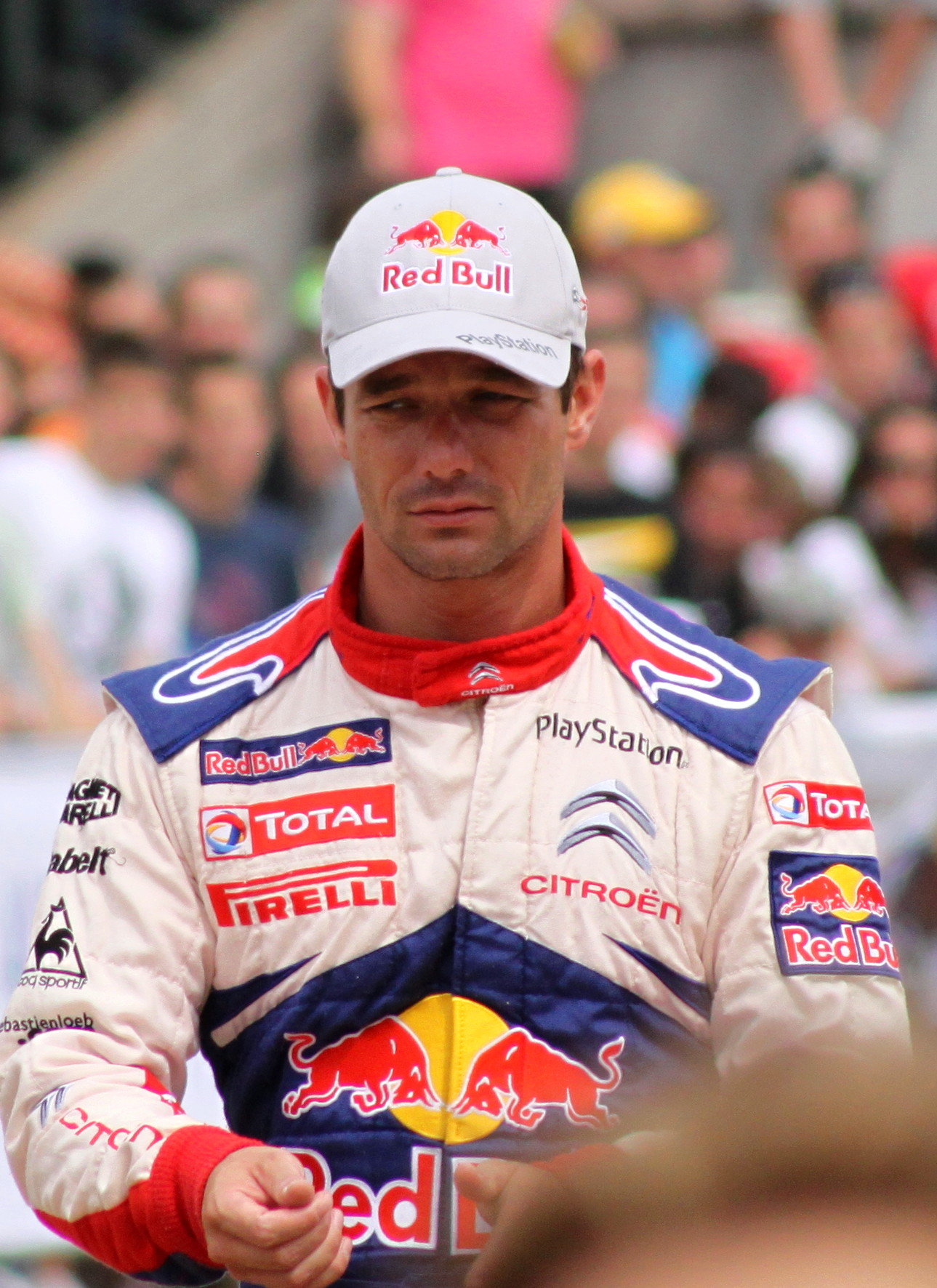
سيباستيان لوب

سيباستيان لوب (بالفرنسية Sébastien Loeb) (مواليد 26 فبراير 1974 في آغينو Haguenau) هو سائق رالي فرنسي. يعد سيباستيان لوب صاحب الرقم القياسي في عدد المرات المتوالية التي حصل فيها على لقب بطولة العالم للراليات، إذ حصل على اللقب تسع مرات على التوالي بين عامي 2004 و2012.

## وصلات خارجية
- سيباستيان لوب على موقع IMDb (الإنجليزية)
- سيباستيان لوب على موقع الموسوعة البريطانية (الإنجليزية)
- سيباستيان لوب على موقع ميوزك برينز (الإنجليزية)
- سيباستيان لوب على موقع قاعدة بيانات الفيلم (الإنجليزية)
- سيباستيان لوب على موقع Racing-Reference.info (الإنجليزية)
- سيباستيان لوب على موقع DriverDB.com (الإنجليزية)
- سيباستيان لوب على موقع Rallye-info.com (الإنجليزية)
- سيباستيان لوب على موقع eWRC-results.com (الإنجليزية)

- الموقع الرسمي (فرنسي/إنكليزي)